# الهيئة الجرينلاندية للإذاعة والتليفزيون
الهيئة الجرينلاندية للإذاعة والتليفزيون (بالجرينلاندية: Kalaallit Nunaata Radioa أو اختصارا KNR) هي هيئة بث إذاعي للإذاعة المسموعة والمرئية في بمنطقة الحكم الذاتي في جرينلاند بالدنمارك. قرابة 100 فرد يعملون في الهيئة التي تعدّ من الأكبر في البلاد، ويقع مقرها الرسمي في العاصمة نوك.
للهيئة شراكة تعاون مع إذاعة الدنمارك. كذلك الهيئة عضو في اتحاد البث الأوروبي ونوردفيجن.